# 柏林—馬格德堡鐵路
柏林－馬格德堡鐵路（德語：Bahnstrecke Berlin–Magdeburg）是一條連結德國首都柏林與馬格德堡的鐵路線。首個路段在1838年通車，當時稱為柏林－波茨坦鐵路，是普魯士的第一條鐵路線。1846年延長至馬格德堡。